# L'últim capvespre
L'últim capvespre (títol original en anglès: The Last Sunset) és una pel·lícula estatunidenca dirigida per Robert Aldrich, estrenada el 1961. Ha estat doblada al català.

## Argument[2]
Brendan 'Bren' O'Malley, un antic pistoler culpable d'homicidi, fuig cap a Mèxic. Decideix retre visita a Belle, una dona que ha estimat fa setze anys. Li diu que està casada amb John Breckenridge, un borratxo en aquell moment absent; i que té una filla de setze anys, Missy, cap a la qual queda immediatament atret.
Quan torna al ranxo, John Breckenridge busca homes per conduir el seu ramat fins a Texas. O'Malley accepta. Resulta que Brendan és perseguit per Dana Stribling, un venjatiu xèrif que el va a buscar al ranxo Breckenridge. O'Malley li proposa de tornar a fer el seu antic ofici de vaquer i d'ajudar-lo a conduir els animals fins a la ciutat on és justament buscat per a l'homicidi del seu cunyat.
Stribling accepta, esperant lliurar O'Malley a la justícia a la seva jurisdicció. Al fil del viatge, Breckenridge, que està borratxo, és mort en una batussa; Stribling i Belle, cada vegada més atrets un per l'altre; projecten de casar-se. Pel seu costat O'Malley i Missy s'enamoren un de l'altre. Això augmenta la tensió entre el fugitiu i el xèrif. La vetlla del seu projectat enfrontament, Belle revela a O'Malley que Missy és la seva filla. Davant el seu amor impossible, O'Malley s'enfronta al xèrif amb un revòlver buit, i mor.

## Repartiment
- Rock Hudson: Dana Stribling
- Kirk Douglas: Brendan 'Bren' O'Malley
- Dorothy Malone: Belle Breckenridge
- Joseph Cotten: John Breckenridge
- Carol Lynley: Melissa 'Missy' Breckenridge
- Neville Brand: Frank Hobbs
- Regis Toomey: Milton Wing
- James Westmoreland: Julesburg Kid
- Adam Williams: Calverton
- Jack Elam: Ed Hobbs
- John Shay: Bowman

## Crítica
- "Curiós western crepuscular molt ben dirigit (...) Notable"[3]